# Абравезиш
Абравезиш (порт. Abraveses) — район (фрегезія) в Португалії, входить в округ Візеу. Є складовою частиною муніципалітету  Візеу. За старим адміністративним поділом входив в провінцію Бейра-Алта. Входить в економіко-статистичний субрегіон Дан-Лафойнш, який входить в Центральний регіон. Населення становить 8036 людей на 2001 рік. Займає площу 11,95 км².
| Португалія | Це незавершена стаття з географії Португалії. Ви можете допомогти проєкту, виправивши або дописавши її. |